# Такане
Такане (яп. 高根町 Таканэ-тё:) — бывший японский посёлок, который располагался в уезде Китакома префектуры Яманаси. 1 ноября 2004 года вошёл в состав города Хокуто.

## История
1 ноября 2004 года Такане был объединён вместе с посёлками Хакусю, Нагасака и Сутама и сёлами Акено, Мукава и Оидзуми, все населённые пункты из уезда Китакома, в новый город Хокуто.

## Географическое положение
Посёлок располагался на острове Хонсю в префектуре Яманаси региона Тюбу. Его площадь составляла 64,66 км².

## Население
К 2003 году посёлок имел численность населения 9 579 и плотность населения 148,14 чел./км².